# Parque nacional Isla Curtis

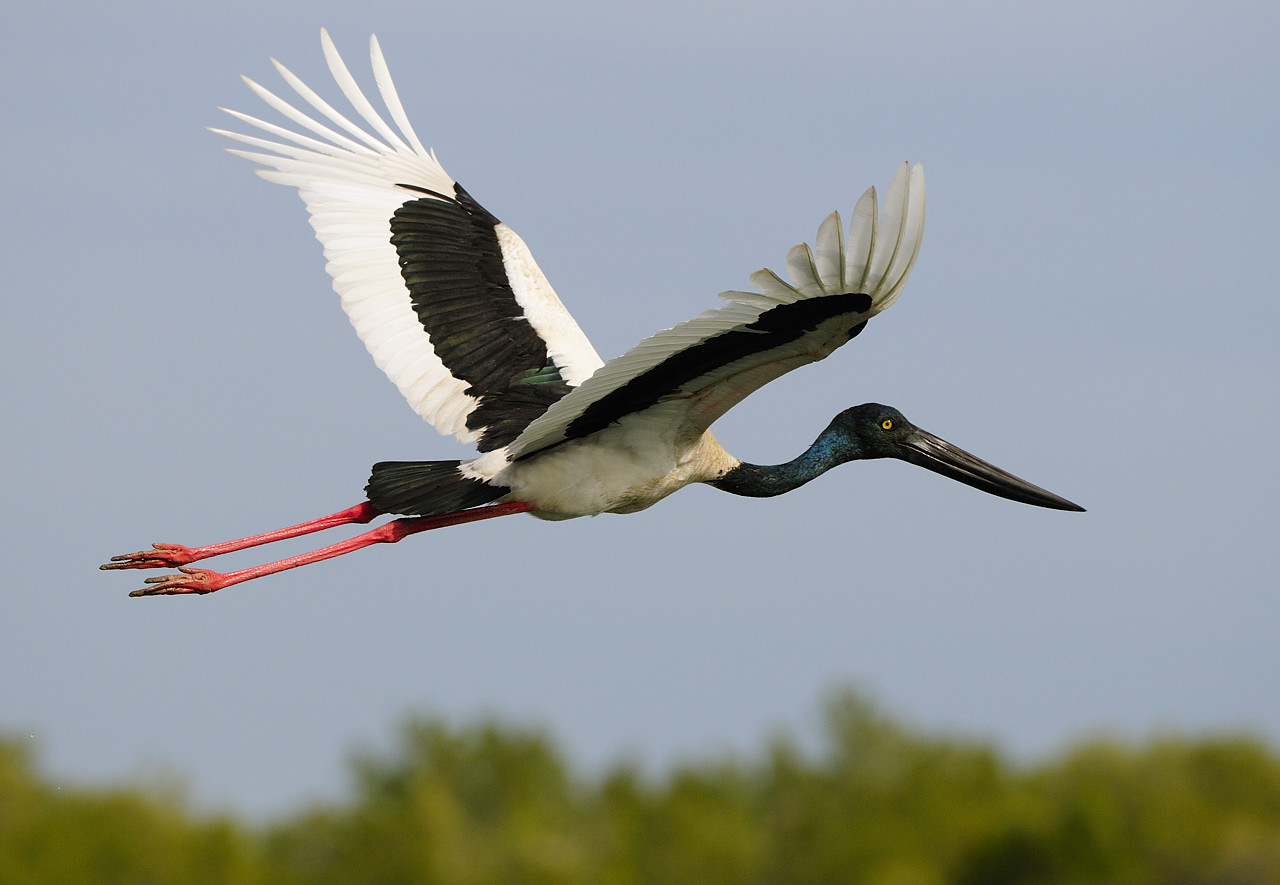
Cigüeña de cuello negro (Ephippiorhynchus asiaticus) en vuelo. Fotografiada en el río McArthur del Norte de Australia. Conocida localmente como Jabiru.

Isla Curtis (23°31′49″S 151°13′16″E / -23.53028, 151.22111) es un parque nacional en Queensland (Australia), ubicado a 474 km. al noroeste de Brisbane.

## Datos
- Área: 15,50 km²
- Coordenadas: 23°31′49″S 151°13′16″E / -23.53028, 151.22111
- Fecha de Creación: 1909
- Administración: Servicio para la Vida Salvaje de Queensland
- Categoría IUCN: II